# 周瑞华
周瑞华（1950年—），四川泸县人，汉族，中华人民共和国政治人物、第十一届全国人民代表大会解放军代表。
毕业于山东大学国际政治专业，是中共党员。担任广州军区副参谋长。2008年起担任全国人大代表。